# Krytyczna decyzja
Krytyczna decyzja (ang. Executive Decision) – amerykański film sensacyjny z 1996 roku, w którym główne role grają Kurt Russell, Halle Berry, Steven Seagal i John Leguizamo.

## Obsada
- Kurt Russell – David Grant
- Halle Berry – Jean
- Steven Seagal – pułkownik Augustin Travis
- John Leguizamo - Rat Lopez
- David Suchet – Nagi Hassan
- Oliver Platt – Cahill
- Joe Morton – Cappy
- BD Wong – Louie
- Whip Hubley – Baker
- Marla Maples – Nancy
- Len Cariou – sekretarz obrony Charles White
- Andreas Katsulas – El Sayed Jaffa
- Charles Hallahan – generał Sarlow

## Fabuła
Film rozpoczyna się od próby odzyskania przez komandosów pod dowództwem płk. Austina Travisa (Steven Seagal) niebezpiecznej trucizny DZ-5. Tymczasem znany na całym świecie terrorysta El Sayed Jaffa (Andreas Katsulas) zostaje pojmany na ślubie swojej córki i osadzony w więzieniu.
Niedługo później na pokładzie samolotu linii Oceanic Airlines lecącego z Aten do Waszyngtonu terrorysta Nagi Hassan (David Suchet) bierze pasażerów za zakładników i zmienia kierunek lotu. Na pokładzie znajdują się ważne osobistości, m.in. senator Mavros (J.T. Walsh), który kandyduje na prezydenta. Hassan za uwolnienie pasażerów żąda uwolnienia El Sayeda Jaffy.
Na posiedzeniu antykryzysowym pojawia się pomysł sprowadzenia samolotu na ziemię za pomocą negocjacji, lecz wkrótce okazuje się to niemożliwe, gdyż na pokładzie znajduje się prawdopodobnie DZ-5, a wraz z nim bomba. Sztab antykryzysowy decyduje się więc na odbicie samolotu z rąk terrorystów w powietrzu.